# 내가 마지막 본 파리
《내가 마지막 본 파리》(영어: The Last Time I Saw Paris)는 1954년 개봉한 미국의 로맨틱 드라마 영화로, 리처드 브룩스가 감독을 맡았다. F. 스콧 피츠제럴드의 소설 《다시 찾은 바빌론》을 바탕으로 제작되었다.

## 출연

### 주연
- 엘리자베스 테일러
- 밴 존슨

### 조연
- 월터 피전
- 도나 리드

## 기타
- 미술: 세드릭 기븐스
- 미술: 랜들 두엘
- 의상: 헬렌 로즈